# Кодесозу
Кодесозу (порт. Codeçoso)  —  район (фрегезия) в Португалии,  входит в округ Брага. Является составной частью муниципалитета  Селорику-де-Башту. По старому административному делению входил в провинцию Минью. Входит в экономико-статистический  субрегион Аве, который входит в Северный регион. Население составляет 503 человека на 2001 год. Занимает площадь 9,44 км².
Покровителем района считается Андрей Первозванный (порт. Santo André). 